# Épistolographie
L’épistolographie est l'art et l'étude du formalisme et des normes qui président à la création de la lettre en tant qu'objet : le choix du papier, la mise en page, la formulation de l'adresse, le pliage, l'enveloppe, etc. Ces normes varient énormément selon les époques et les sociétés. En France, l'épistolographie est liée à l'émergence des échanges postaux aux XVIIe siècle et aux usages de la politesse, et ses normes varient selon les époques, les régions et les classes sociales. Elle constitue ainsi une branche de l'histoire du courrier et de la correspondance.

## Épistolographie ancienne

### En Grèce antique
Dès l'Iliade, nous trouvons des mentions des lettres. Au IVe siècle, il existe aussi des recueils de lettres, qui servent à la formation des élèves.
Au premier siècle de notre ère, les professeurs de rhétorique de la seconde sophistique précisent un grand nombre de règles sur l'écriture des lettres. Une lettre doit toujours comprendre une titulature (le destinataire), un développement et une valediction, une formule de salutation finale. Les auteurs les plus influents sont Libanus et ses pseudépigraphes. La lettre est conçue comme la moitié d'un dialogue, donc comme une partie de la rhétorique. Elle doit être écrite dans un style simple, faire preuve de brièveté et recourir à des proverbes ou à des citations d'auteurs classiques si le destinataire est capable d'apprécier ces agréments.

## Manuels d'épistolographie français modernes

### XVIIIe siècle
- Louis-Mayeul Chaudon, Nouveau manuel épistolaire, renfermant, par ordre alphabétique, des modèles de lettres sur les différents sujet qui se présentent dans la vie ; avec quelques avis sur Cérémonial qu'on doit y observer, Caen, G. Le Roy, 1785 (lire en ligne).
  - Nouvelle édition, tome second, Caen, G. Le Roy, 1787 (lire en ligne).